# Операція «Хей № 3 Го»
Операція «Хей № 3 Го» («Хіноє № 3 Го») – японська конвойна операція часів Другої Світової війни, проведена в 1943 році з метою облаштування головного гарнізону на північному узбережжі Нової Гвінеї.

## Загальна інформація
В листопаді 1942-го союзники почали наступ на японські гарнізони в районі Буна – Гона на північно-східному завершенні Нової Гвінеї. Розвиток цієї операції (яка відбувалась на тлі невдалого перебігу битви за Гуадалканал на сході Соломонових островів) спонукав японське командування узятись за облаштування сильних гарнізонів на північному узбережжі Нової Гвінеї, яке ще поки було віддаленим тиловим районом. В межах цього задуму у грудні 1942-го за рахунок військ, що вже були доправлені до Рабаула (головна передова бази у архіпелазі Бісмарка, з якої провадились японські операції на Соломонових островах та сході Нової Гвінеї) провели перші висадки у Мадангу та Веваку. Втім, міцне осадження нової головної бази у Веваку (а потім і допоміжної бази в затоці Ганза на півдорозі між Веваком та Мадангом) планувалось забезпечити за рахунок перекидання сюди з Азії двох піхотних дивізій.
Конвойна операція «Хей № 3 Го» була проведена з метою перекидання 41-ї піхотної дивізії, при цьому кораблі та судна, які прийняли у ній участь, були розділені на чотири ешелони.

## Перший ешелон
До складу ешелону увійшли легкі крейсери «Кітакамі» та «Ої» і транспорти «Сагара-Мару» та «Санукі-Мару» (два останні певний час були переобладнаними гідроавіаносцями, проте наприкінці 1942-го були перекласифіковані на воєнні транспорти), які раніше вже здійснили один рейс до Веваку як перший ешелон операції «Хей № 1 Го». 31 січня 1943-го вони прибули до китайського порту Ціндао та стали під завантаження. Далі 4 – 10 лютого вони прослідували до Палау (важливий транспортний хаб на заході Каролінських островів).
17 лютого 1943-го загін вийшов далі на південь, при цьому тепер його підсилили есмінці «Югумо» та «Кадзагумо», що відпливли на Палау з Соломонових островів одразу після завершення операції з евакуації гарнізону Гуадалканалу. 20 лютого перший ешелон досягнув Веваку, швидко розвантажився та невдовзі після опівночі 21 лютого рушив назад.
24 лютого кораблі прибули на Палау, після чого «Кітакамі» та «Оя» 28 лютого – 3 березня прослідували на Трук (тут в центральній частині Каролінського архіпелагу знаходилась головна японська база в Океанії), транспорти того ж 28 лютого вирушили до японського порту Йокосука, а «Югумо» та «Кадзагумо» в першій декаді березня супроводили до Нової Гвінеї конвой «Ганза № 1».

## Другий ешелон
До складу ешелону увійшли переобладнані легкі крейсери «Айкоку-Мару», «Кійосумі-Мару» та «Гококу-Мару» (останній вже здійснив один рейс до Веваку в операції «Хей № 1 Го»). Наприкінці січня 1943-го вони прибули до Ціндао та прийняли на борт 239-й піхотний полк. Далі 28 січня – 18 лютого вони прослідували до Палау.
19 лютого загін полишив Палау та рушив на південь, при цьому охорону забезпечували есмінці «Асагумо» та «Самідаре» (останні тільки-но звільнились після участі в операції з евакуації ганізону Гуадалканалу). За півтори години після виходу американський підводний човен USS Runner виявиви конвой та спершу випустив чотири торпели по «Самідаре», а потім одну та ще дві по транспортам. Всі атаки виявились безрезультатними, при цьому у проміжку між двома останніми на субмарину скинув 250-кг авіабомбу літак, який супроводжував конвой. Як наслідок, були пошкоджені обидва перископи та важливое обладнання, що змусило SS Runner перервати похід.
Не пізніше 26 лютого другий ешелон досягнув Веваку. Відомо, що «Гококу-Мару» тієї ж доби рушив до Сурабаї (схід острова Ява), а «Кійосумі-Мару» на початку березня прибув до Такао (наразі Гаосюн на Тайвані).
«Асагумо» ще 25 лютого рушив до Рабаула для участі у спробі провести конвой до найбільш загроженого новогвінейського передового гарнізону в районі Лае – Саламауа (що призвело до битви у морі Бісмарка), а «Самідаре» опинився на Палау, звідки 6 березня знову вийшов до Нової Гвінеї в охороні конвою «Ганза № 1».

## Третій ешелон
4 – 5 лютого 1943-го до Циндао прибули транспорт «Кійокава-Мару» (до грудня 1942-го рахувався як переобладнаний легкий крейсер) та переобладнана плавуча база підводних човнів «Ясукуні-Мару» (до того вже здійснила один рейс до Веваку в операції «Хей № 1 Го»). Вони прийняли на борт війська та 7 – 14 лютого прослідували до Палау, при цьому охорону забезпечува есмінець «Ізонамі», який прямував до Океанії після ремонту в Японії.
21 лютого третій ешелон полишив Палау та рушив на південь, при цьому до його складу включили транспорт «Укусіма-Мару» (Ukushima Maru), який завантажився у Циндао ще наприкінці січня та 28 січня – 5 (за іншими даними – 14) лютого прослідував на Палау. Охорона конвою також збільшилась за рахунок есмінців «Акігумо» та «Нагацукі», що також тільки-но звільнились після завершальної операції на Гуадалканалі.
24 лютого третій ешелон прибув до Веваку, швидко розвантажився та 25 лютого рушив назад. 26 лютого загін розділився – «Ясукуні-Мару» та «Кійокава-Мару» попрямували до Японії (куди прибули 4 та 12 березня відповідно), тоді як «Укусіма-Мару» рушило на Трук. При цьому «Ізонамі» та «Акігумо» прибули на Палау (звідки «Ізонамі» рушив до нового місця служби у Південно-Східній Азії, а «Акігумо» 6 березня знову вийшов до Нової Гвінеї в охороні конвою «Ганза № 1»), тоді як «Нагацукі» попрямував на Трук, куди прибув 28 лютого одночасно з «Укусіма-Мару».

## Четвертий ешелон
До складу четвертого ешелону увійшли переобладнаний канонерський човен «Сінкьо-Мару» (Shinkyo Maru) та транспорти «Аратама-Мару» та «Джузан-Мару», які раніше вже узяли участь у операції «Хей № 1 Го» (хоча і у різних її ешелонах). В першій половині лютого 1943-го вони завантажились у Ціндао та 12 – 21 лютого прослідували на Палау у супроводі есмінця «Югуре», що повертався до Океанії після ремонту в Японії.
22 лютого четвертий ешелон вирушив з Палау на південь, при цьому охорону підсилили есмінці «Сацукі» та «Фумідзукі». Біля опівдня 26 лютого японський літак, який також брав участь у охороні конвою, виявив ворожий підводний човен та скинув на нього бомби (хоча й без якогось результату). Тієї ж доби транспорти прибули до Веваку, швидко розвантажились і за півгодини до опівночі полишили порт у супроводі «Сацукі», який 1 березня довів транспорти на Палау (після цього «Сацукі» 6 березня знову вийшов до Нової Гвінеї в охороні конвою «Ганза № 1»).
«Югуре» 28 лютого – 2 березня прослідував з Веваку на Трук, куди доставив технічний персонал із команди легкого авіаносця «Дзуйхо» (за кілька тижнів до того його відрядили з Труку до Нової Гвінеї в межах підтримки операцій «Хей Го»). Разом з ним цей перехід здійснив «Фумідзукі».